# Hirokin
Pogledajte također Hirokin (mjesec).
U nordijskoj mitologiji, Hirokin (stnord. Hyrrokkin) je snažna i mračna divica nepoznata porijekla. Pohodila je pokop boga Baldra. 

## Opis
Divica Hirokin je snažno biće. Njezin je ljubimac divovski vuk. 
Na jednom je kamenu Hirokin prikazana kao žena koja sjedi na vuku i drži zmije.
Ludwig Pietsch (1824. – 1911.) prikazao je Hirokin na jednom svom crtežu kao divovsku ženu neuredne kose koja jaše vuka. Emil Doepler (1855. – 1922.) prikazao je Hirokin kao mladoliku ženu crvene kose koja gura brod. 
Hirokin je spomenuta i na jednom popisu trolovskih žena.

## Hirokin na Baldrovu pokopu
Slijepi bog Hodr nenamjerno je ubio svojeg brata Baldra Lijepog. Pravi je krivac za to ubojstvo zapravo bio Loki. 
Na Baldrov su pokop došli svi bogovi. Njegovo je tijelo postavljeno na njegov brod Hrinhorni, a tijelo Baldrove žene Nane je postavljeno uz njegovo, jer je ona umrla od tuge za mrtvim suprugom. Brod je bio spreman, ali nitko od bogova ga nije mogao pogurnuti u more. 
Bogovi su u pomoć pozvali Hirokin, koja im je odlučila pomoći (to je neobično, jer su bogovi i divovi neprijatelji, premda sve vrste divova nisu u sukobu s bogovima). Hirokin je stigla jašući na divovskom vuku, a kao uzde su joj služile dvije zmije. Nakon što je žena-div sjahala s vuka, Odin, Baldrov otac, poslao je četiri ratnika da čuvaju tu životinju, ali oni su prvo morali baciti na tlo tog vuka. 
Hirokin je pogurnula brod na pučinu tolikom snagom da se tlo zatreslo. Tor, Baldrov polubrat, razbjesnio se kad je vidio da je Hirokin doista jako snažna, te je podigao svoj malj kako bi ju ubio. Bogovi su ga zamolili da ju poštedi, jer im je pomogla, te je tako Hirokin ostala na životu. 

## Hirokinina smrt
Premda se Tor smilovao divici, na jednom popisu divova i divica koje je ubio Tor navedena je i Hirokin kao njegova žrtva.

## Mjesec
Jedan mjesec planeta Saturna je nazvan po ovoj divici. 